# جوسيف دفوراك
جوسيف دفوراك (بالتشيكية: Josef Dvořák)‏ هو ممثل تشيكي، ولد في 25 أبريل 1942 في التشيك.

## وصلات خارجية
- جوسيف دفوراك على موقع IMDb (الإنجليزية)
- جوسيف دفوراك على موقع ألو سيني (الفرنسية)
- جوسيف دفوراك على موقع ميوزك برينز (الإنجليزية)
- جوسيف دفوراك على موقع ديسكوغز (الإنجليزية)
- جوسيف دفوراك على موقع قاعدة بيانات الفيلم (الإنجليزية)
- جوسيف دفوراك على موقع كينوبويسك (الروسية)